# Earl of Traquair

Wappen der Earls of Traquair

Earl of Traquair war ein erblicher britischer Adelstitel in der Peerage of Scotland.
Familiensitz der Earls war das namensgebende Traquair House in der Scottish-Borders-Region.

## Verleihung und Geschichte des Titels
Der Titel wurde am 23. Juni 1633 von König Karl I. für den Juristen und Politiker John Stewart, 1. Lord Stewart of Traquair geschaffen, zusammen mit dem nachgeordneten Titel Lord Linton and Caberston. Er war bereits spätestens 1628 in der Baronetage of Nova Scotia zum Baronet, of Traquair in the County of Peebles sowie am 29. April 1628 zum Lord Stewart of Traquair erhoben worden.
Die Titel erloschen beim Tod von dessen Ur-ur-urenkel, dem 8. Earl, am 2. August 1861.

## Liste der Earls of Traquair (1633)
- John Stewart, 1. Earl of Traquair (um 1600–1659)
- John Stewart, 2. Earl of Traquair (1624–1666)
- William Stewart, 3. Earl of Traquair (1657–1673)
- Charles Stewart, 4. Earl of Traquair (1659–1741)
- Charles Stewart, 5. Earl of Traquair (1697–1764)
- John Stewart, 6. Earl of Traquair (1699–1779)
- Charles Stewart, 7. Earl of Traquair (1746–1827)
- Charles Stewart, 8. Earl of Traquair (1781–1861)